# 206 (nombre)
Cet article concerne le nombre 206. Pour les années, voir 206 et 206 av. J.-C..
Le nombre 206 (deux cent-six) est l'entier naturel qui suit 205 et qui précède 207.

## En mathématiques
Deux cent-six est un nombre nontotient, un nombre noncototient et un nombre intouchable.

## Dans d'autres domaines
Deux cent-six est :
- le code téléphonique pour Seattle, dans l'État de Washington,
- le nombre d'os dans un squelette humain normal,
- le n° de modèle d'avion Cessna 206,
- le n° de modèle de voiture Peugeot 206.